# Österreichische Gesellschaft für Astronomie und Astrophysik

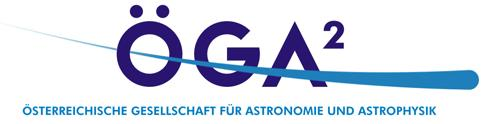
Logo der ÖGA^{2}

Die Österreichische Gesellschaft für Astronomie und Astrophysik (kurz ÖGAA oder auch ÖGA²) ist eine im Jahr 2002 gegründete Vereinigung wichtiger österreichischer astronomischer Institutionen und Einzelpersonen, die sich die Förderung und Verbreitung der Astronomie und Astrophysik in Forschung, Lehre und Öffentlichkeit zum Ziel gesetzt hat. Weiters versteht sich die ÖGAA als gesamtösterreichischer Ansprechpartner für Gesellschaft, Politik, Wirtschaft und Massenmedien und koordiniert gemeinsame Anliegen der österreichischen Astronomen.
Zur Verfolgung vorrangiger Ziele (Nachwuchsförderung, Beitritt Österreichs zur ESO, Bekämpfung der Lichtverschmutzung, Auseinandersetzung mit Pseudowissenschaften) hat die ÖGAA verschiedene Arbeitsgruppen eingesetzt. Die Arbeitsgruppe Öffentlichkeit und Dokumentation organisiert seit 2003 auch den jährlich stattfindenden österreichischen Astronomietag.
Die ÖGAA ist eine affiliierte Organisation der European Astronomical Society und Partner der Astronomischen Gesellschaft. Somit vertritt die ÖGAA die Belange der österreichischen Astronomie auch im europäischen Kontext.